# 岡田憲和
岡田 憲和（おかだ のりかず、1958年5月10日 - ）は、日本の地方公務員。京都市副市長、大学コンソーシアム京都評議員会副議長。

## 人物・経歴
- 1981年3月、立命館大学経済学部卒業[1]。
- 1981年4月、京都市採用。
- 2007年4月、環境局環境企画部長。
- 2009年4月、総合企画局市長公室長。
- 2012年4月、総合企画局長[2]。
- 2016年4月、京都市副市長[3][4]。
- 2020年4月、京都市副市長再任。
- 2024年4月、京都市副市長再任。

豚熱予防対策などにあたった。
公益財団法人京都文化交流コンベンションビューロー副理事長、公益財団法人大学コンソーシアム京都評議員会副議長、公益財団法人国立京都国際会館評議員等兼務。